# Sint-Jan Evangelistkerk (Beveren)

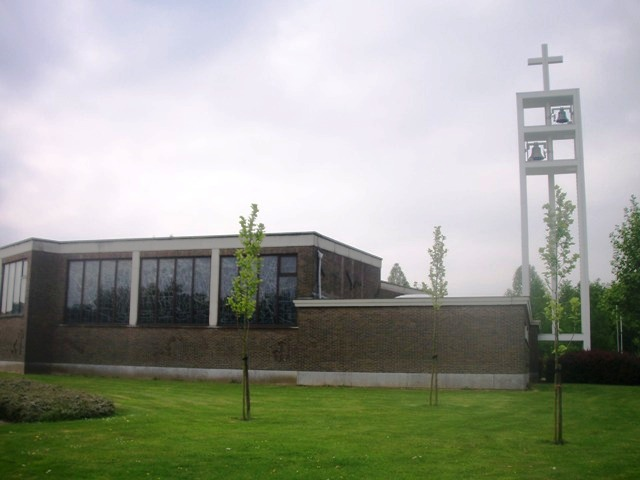
Sint-Jan Evangelistkerk

De Sint-Jan Evangelistkerk is de parochiekerk van de tot de Oost-Vlaamse plaats Beveren behorende Gaverlandwijk, gelegen aan Azalealaan 1X.
Deze wijk groeide na de Tweede Wereldoorlog snel uit, en al in 1973 werd een stuk grond aangekocht voor de bouw van een kerk. Pas in 1978 kon met de bouw worden begonnen en in 1979 werd de kerk ingewijd. Het gebouw werd ontworpen door Joseph Ritzen.
De kerk, in de stijl van het naoorlogs modernisme, heeft een zeshoekige plattegrond. Hij is gebouwd met een betonskelet, bakstenen bekleding en grote vensters. De vrijwel losstaande klokkentoren is gebouwd in open betonelementen en is verbonden met het ingangsportaal. De bakstenen in de buitenmuur tonen met reliëfs religieuze symbolen. De kerk bezit kleurige glas-in-loodvensters.
Het meubilair is uit de tijd van de bouw.